# Baker (Louisiane)
Pour les articles homonymes, voir Baker.
Baker est une petite ville de la paroisse de Baton Rouge Est, en Louisiane, aux États-Unis,. Elle fait partie de l'agglomération de Baton Rouge.
La ville est jumelée avec Joal-Fadiouth au Sénégal.

## Personnalités liées à la commune
- Linda Thomas-Greenfield (1952-), diplomate américaine, Ambassadrice américaine auprès des Nations unies depuis 2021.

## Source de la traduction
- (en) Cet article est partiellement ou en totalité issu de l’article de Wikipédia en anglais intitulé « Baker, Louisiana » (voir la liste des auteurs).